# Kamehameha V
Kamehameha V (ur. 11 grudnia 1830, zm. 11 grudnia 1872) – piąty król Królestwa Hawajów (1863–1872).
Urodzony jako Lot Kapuāiwa, odziedziczył tron po swym młodszym bracie (Kamehameha IV), który zmarł 30 listopada 1863. Sam zmarł w dniu swoich 42. urodzin, 11 grudnia 1872, a tron przejął po nim William Charles Lunalilo, który przyjął imię Lunalilo I.
Fundator i pierwszy Wielki Mistrz Orderu Kamehamehy I, odznaczony Krzyżami Wielkimi włoskiego Orderu śś. Maurycego i Łazarza, austriackiego Orderu Franciszka Józefa, meksykańskiego Orderu NMP z Guadalupe.